# Альтес-Ланд
Альтес-Ланд (нем. Altes Land) — регион в Германии, часть поймы на южном берегу р. Эльбы в Гамбурге и в северной части Нижней Саксонии .
В Нижней Саксонии охватывает территории вокруг городов Штаде и Букстехуде, а также: коммуны Йорк, Ной-Вульмсторф, Люэ, западные районы Гамбурга.
Фруктовые сады Альтес-Ланд занимают площадь 14 300 га. Это самый большой район выращивания фруктов в Северной Европе. 77 % площади садов составляют яблоневые посадки, 12,7 % — черешня.

## Этимология
Название региона Altes Land (с нем. Старая страна) является неправильным переводом слова Olland на остфальском / нижнесаксонском диалектах, в котором оно происходит от термина, обозначающего Нидерланды . Этот термин связан с колонизацией этих земель между 1130 и 1230 гг. поселенцами из Нидерландов, которые осушили эти поймы и превратили их в пахотные сельскохозяйственные угодья. Первые мировые соглашения относятся к 1113 году и были подписаны архиепископом Бремена Фридрихом I.

## География

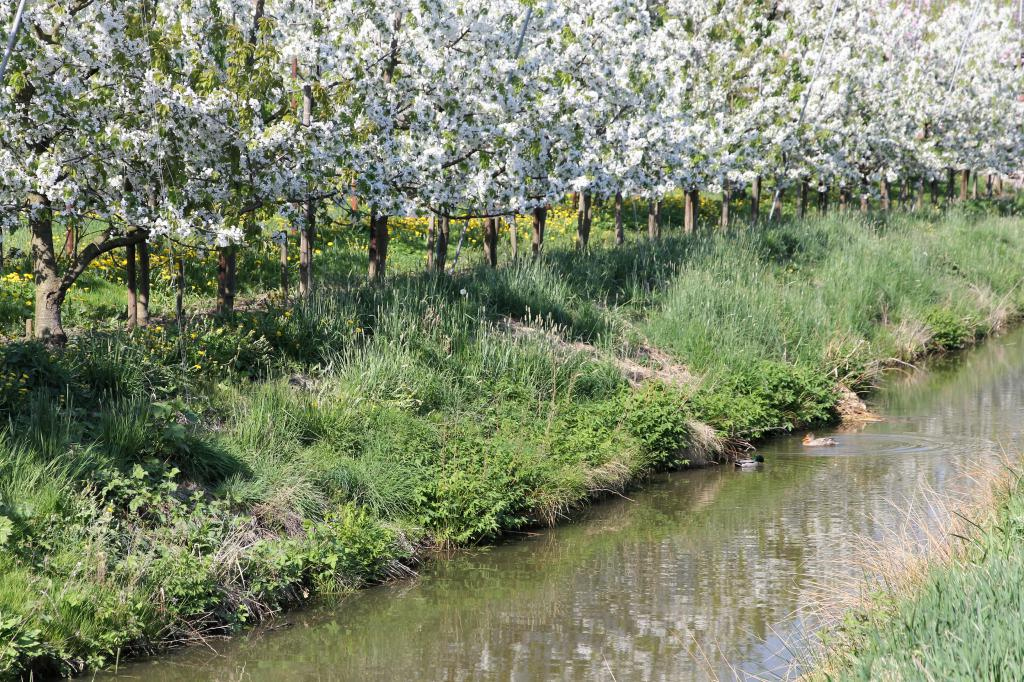
Дренажные каналы

Регион Альтес-Ланд разделён на три части, называемые милями: первая, вторая и третья мили. Они отмечают зоны вдоль реки Эльбы.
Первая миля — область между притоками Эльбы и реками Швинге и Люэ — была первой, окруженной дамбами и заселена примерно в 1140 году.
Вторая миля — территория к востоку от Первой мили, расположенная между реками Люэ и Эсте — строительство набережных было завершено здесь в конце XII века.
Третья миля — территория между рекой Эсте и южной Эльбой — строительство набережных завершилось только в конце XV века.
Наиболее густонаселенными являются районы, прилегающие к Эльбе, с наиболее плодородными почвами. Здесь возник типичный для этого региона тип деревни — таунхаусы . Особого внимания заслуживают хозяйственные постройки с декоративными фахверковыми стенами и типичными декоративными въездными воротами.
Представляет собой историко-культурный ландшафт национального значения площадью 106 км² в пределах культурного ландшафта Эльбмаршена.
В 2012 году земля Нижняя Саксония включила культурный ландшафт Альтес-Ланд в предварительный список Германии для будущих заявок на внесение в список всемирного наследия ЮНЕСКО, однако предложение было отклонено в 2013 году.

## Галерея

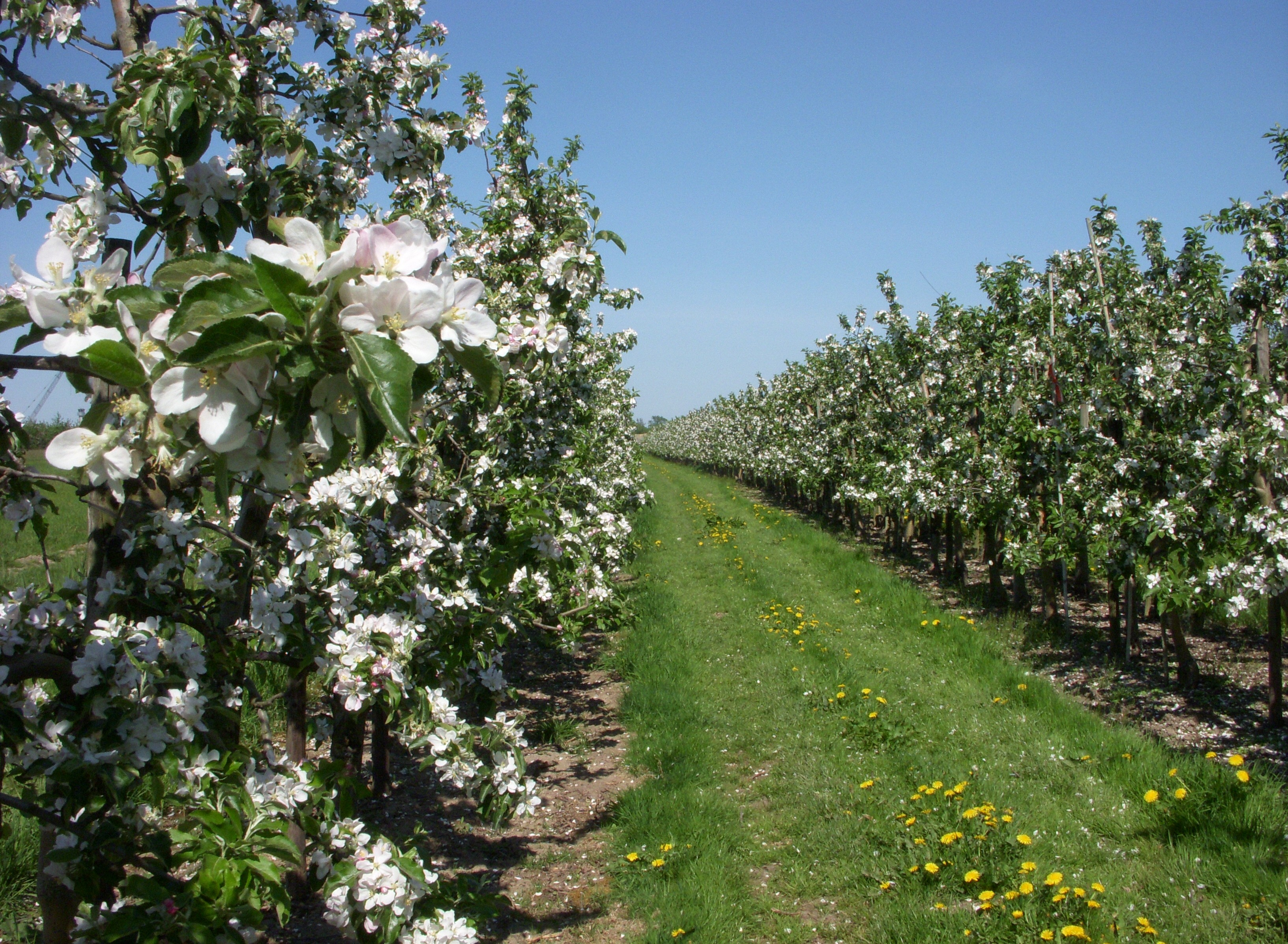
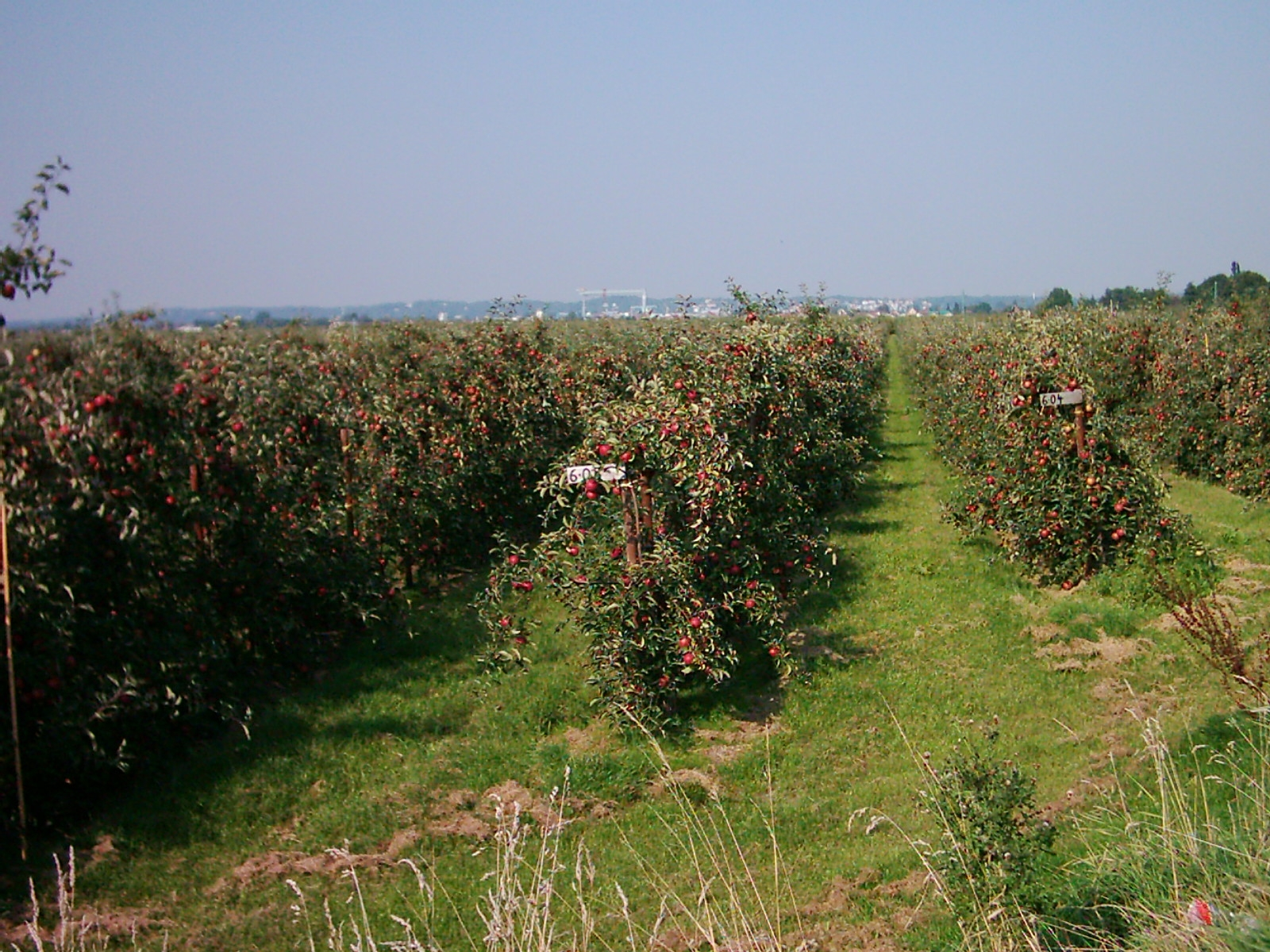
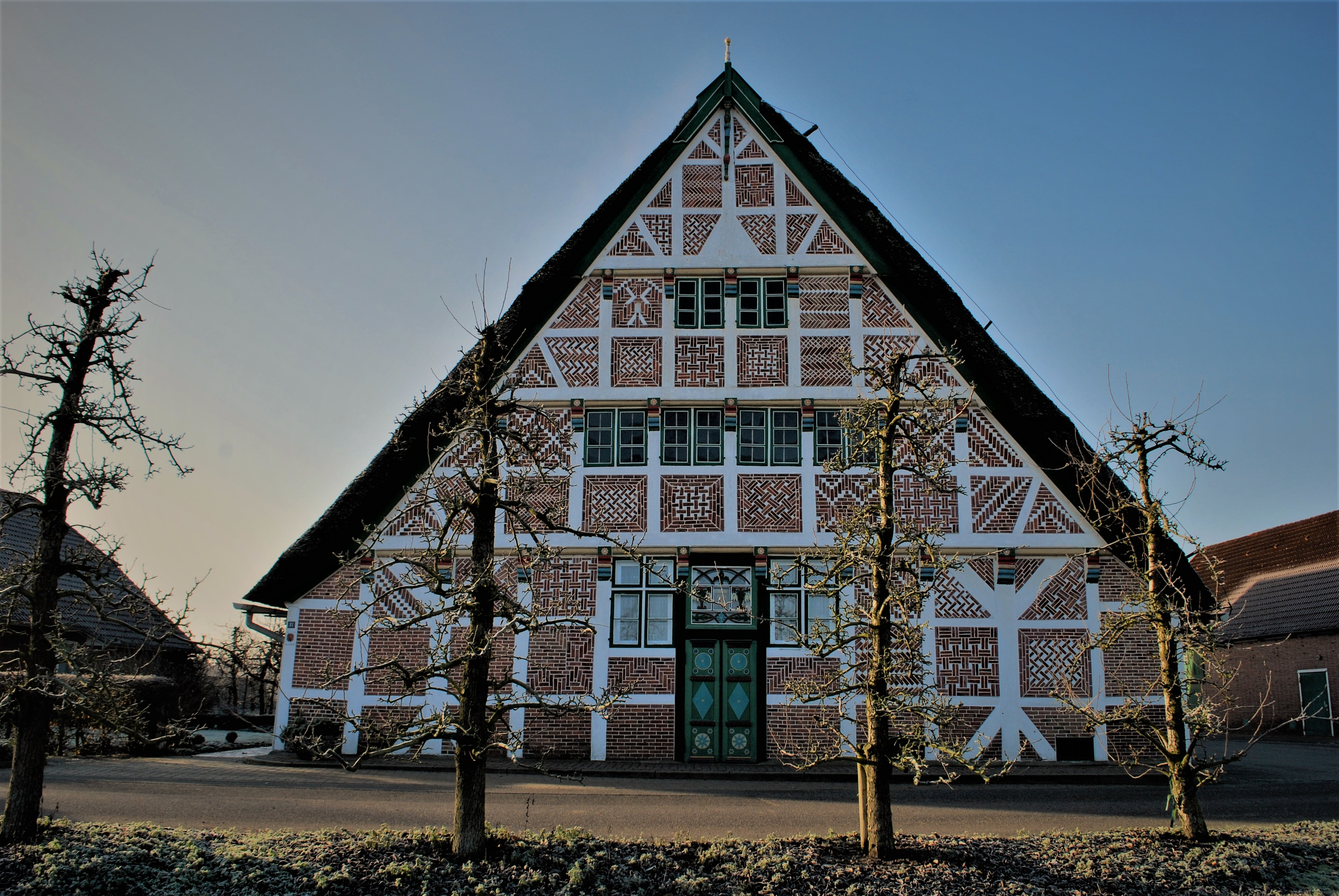
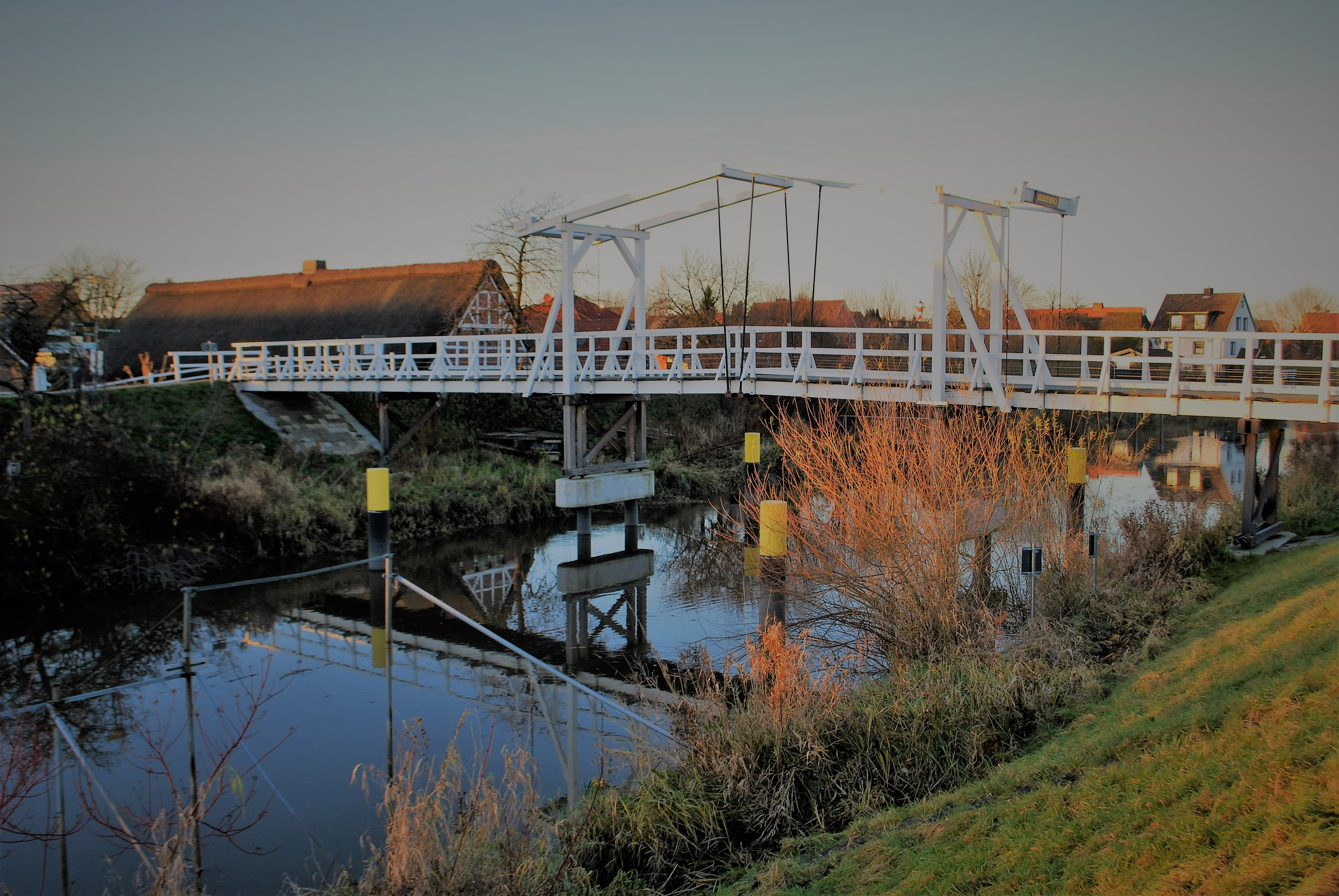
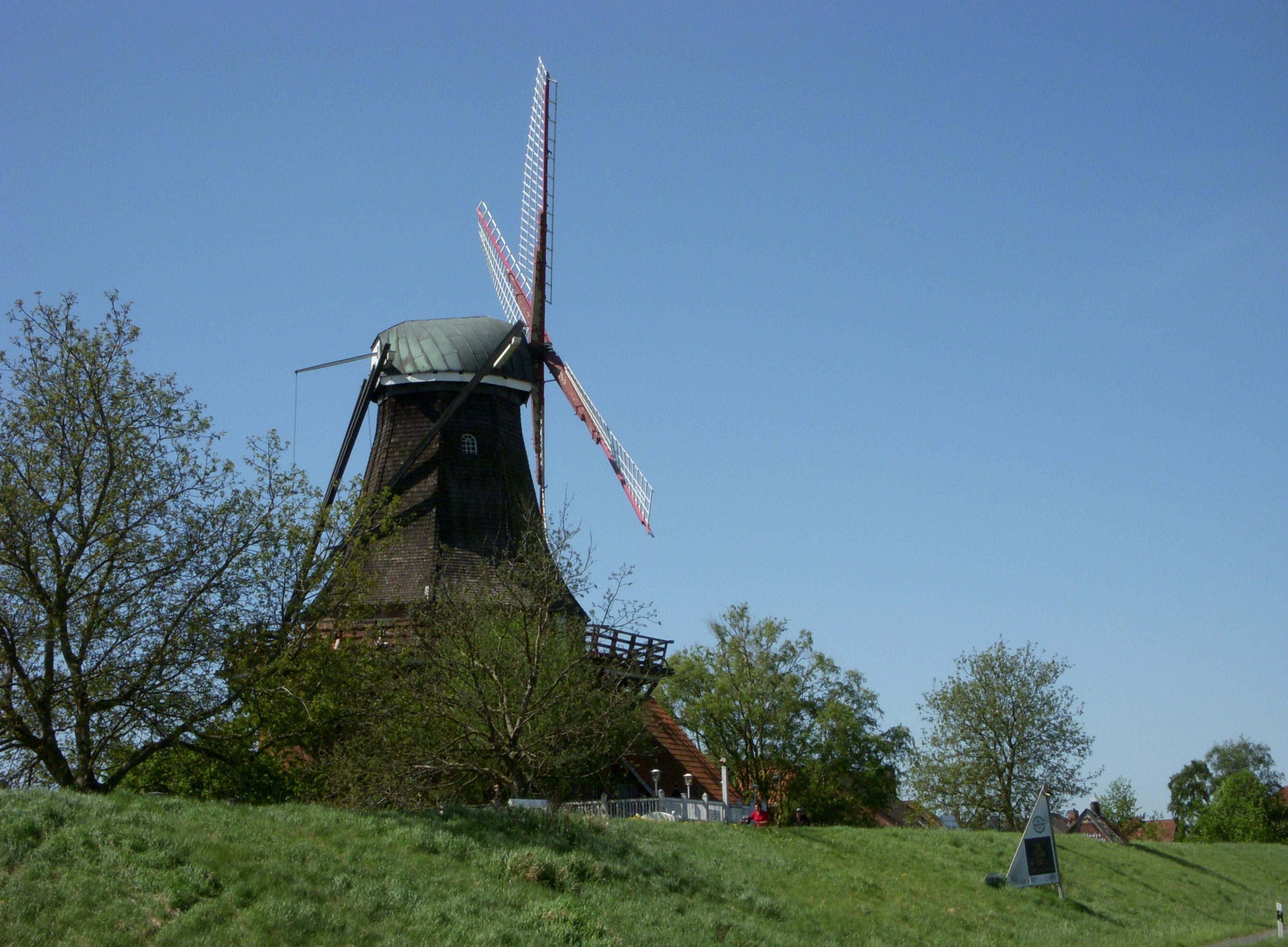
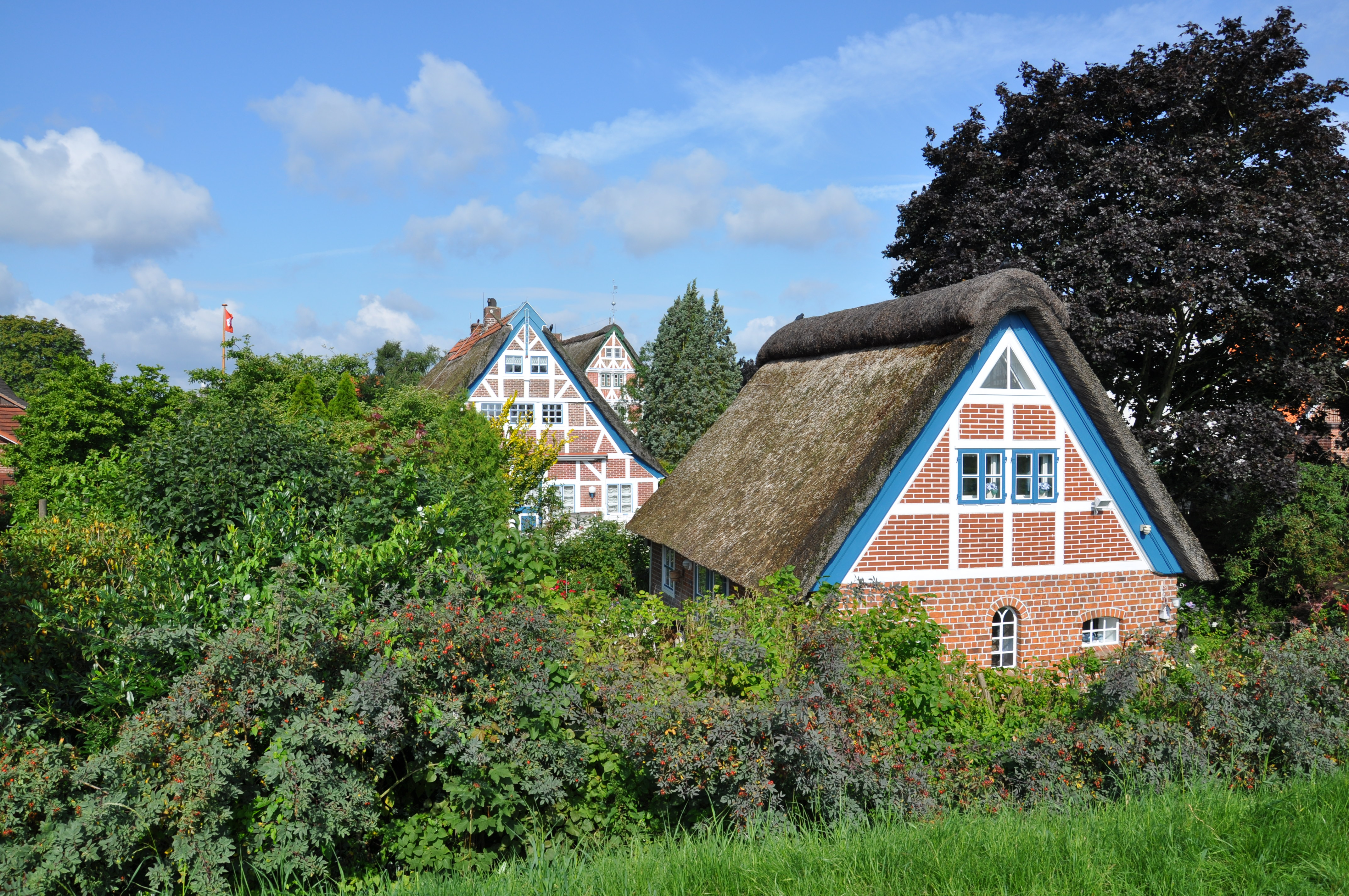